# Giro del Trentino 2016
Giro del Trentino 2016 var den 40. udgave af det italienske etapeløb Giro del Trentino. Løbet var en del af UCI Europa Tour 2016. Mikel Landa vandt løbet samlet.

## Hold og ryttere
| UCI World Teams Ag2r-La Mondiale                                                         | Team Sky                                                         | Astana Pro Team                                    |
| Professionelle kontinentalhold Bora-Argon 18 Gazprom-RusVelo Drapac Professional Cycling | Southeast-Venezuela Bardiani CSF Nippo-Vini Fantini-Europa Ovini | Caja Rural-Seguros RGA Androni Giocattoli-Sidermec |
| Kontinentalhold Norda-MG.Kvis Vega D'Amico–Bottecchia                                    | Amore & Vita-Selle SMP Tirol Cycling Team                        | Skydive Dubai Pro Cycling Team                     |
| Landshold Italien                                                                        | Brasilien                                                        |                                                    |

### Danske ryttere
- Jakob Fuglsang kørte for Astana Pro Team

## Etaperne
| Etape    | Dato     | Start – Mål                   | type              | Afstand (km) | Etapevinder   | Førende rytter |
| -------- | -------- | ----------------------------- | ----------------- | ------------ | ------------- | -------------- |
| 1. etape | 19. apr. | Riva del Garda – Nago-Torbole | holdtidskørsel    | 12,1         | Astana        | Valerio Agnoli |
| 2. etape | 20. apr. | Arco – Anras                  | middel bjergetape | 220,3        | Mikel Landa   | Mikel Landa    |
| 3. etape | 21. apr. | Sillian – Mezzolombardo       | bjergetape        | 204,6        | Tanel Kangert | Mikel Landa    |
| 4. etape | 22. apr. | Malè – Cles                   | bjergetape        | 161,1        | Tanel Kangert | Mikel Landa    |

## Trøjernes fordeling gennem løbet
| Etape | Vinder          | Førertrøjen    | Bjergtrøjen | Ungdomstrøjen  | Sprinttrøjen     | Holdkonkurrencen |
| ----- | --------------- | -------------- | ----------- | -------------- | ---------------- | ---------------- |
| 1     | Astana Pro Team | Valerio Agnoli | ikke uddelt | Gianni Moscon  | ikke uddelt      | Astana Pro Team  |
| 2     | Mikel Landa     | Mikel Landa    | Mikel Landa | Giulio Ciccone | Nicola Gaffurini | Ag2r-La Mondiale |
| 3     | Tanel Kangert   | Mikel Landa    | Mikel Landa | Egan Bernal    | Antonio Molina   | Ag2r-La Mondiale |
| 4     | Tanel Kangert   | Mikel Landa    | Mikel Landa | Egan Bernal    | Antonio Molina   | Ag2r-La Mondiale |
| Final | Final           | Mikel Landa    | Mikel Landa | Egan Bernal    | Antonio Molina   | Ag2r-La Mondiale |

## Resultater
|    | Rytter                 | Hold             | Tid      |
| -- | ---------------------- | ---------------- | -------- |
| 1  | Mikel Landa            | Team Sky         | 14:44.48 |
| 2  | Tanel Kangert          | Astana Pro Team  | + 2      |
| 3  | Jakob Fuglsang         | Astana Pro Team  | + 14     |
| 4  | Sergej Firsanov        | Gazprom-RusVelo  | + 19     |
| 5  | Patrick Konrad         | Bora-Argon 18    | + 24     |
| 6  | Romain Bardet          | Ag2r-La Mondiale | + 24     |
| 7  | Domenico Pozzovivo     | Ag2r-La Mondiale | + 28     |
| 8  | Emanuel Buchmann       | Bora-Argon 18    | + 30     |
| 9  | Jean-Christophe Péraud | Ag2r-La Mondiale | + 42     |
| 10 | Hubert Dupont          | Ag2r-La Mondiale | + 56     |